# ام‌وی یوانس ان‌کی
ام‌وی یوانس ان‌کی (به انگلیسی: MV Ioannis NK) یک کشتی بود که طول آن ۱۵۹٫۸۳ متر (۵۲۴٫۴ فوت) بود. این کشتی  در سال ۱۹۷۷ ساخته شد.